# 烏爾法人
《烏爾法人》（Urfa man），也被稱為《聖魚池雕像》（Balıklıgöl statue），是在烏爾法附近的聖魚池（Balıklıgöl）出土的古代人形雕像，位於現代土耳其東南部的上美索不達米亞。烏爾法人可追溯至西元9000年前左右的新石器時代前陶器時期，被認為是「最古老的自然主義真人大小的人類雕塑」，與哥貝克力石陣（前陶器新石器時代A/B）和尼瓦里·科利遺址（Nevalı Çori ，前陶器新石器時代B）屬同一時代。

## 發現
該雕像是在施工期間發現的，發現的確切位置未被正確記錄下來，但它可能是來自不遠的烏爾法的新道路（Yeni-Yol）前陶器新石器時代A遺址。離烏爾法周圍其它已知的新石器時代前陶器遺址不遠，像是哥貝克力石陣（約10公里）、古爾屈特遺址（Gürcütepe）。據報導，1993年在聖魚池的新道路街（Yeni Yol street）發現了該遺址，同一地點從1997年開始對新石器時代前陶器遺址進行調查。
雕像高近1.90公尺。眼睛形成深洞，當中嵌着黑色黑曜石。它的特徵為V形衣領或項鍊。雙手在前面交叉，遮住生殖器。這座雕像被認為可以追溯到西元前9000年左右，通常被稱為世界上已知最古老的雕像。

## 背景
在《烏爾法人》之前，舊石器時代晚期就已知有許多小型雕像，例如史前獅子人雕像（約西元前40000年）、下維斯特尼采的維納斯（約西元前30000年）、維倫多夫的維納斯（約西元前25000年 ) 或寫實的布拉桑普伊的維納斯（約西元前25000年）。
比《烏爾法人》稍晚的前陶器新石器時代C，已知有擬人化雕像在黎凡特地區被發現，例如安加扎勒雕像。

## 細節

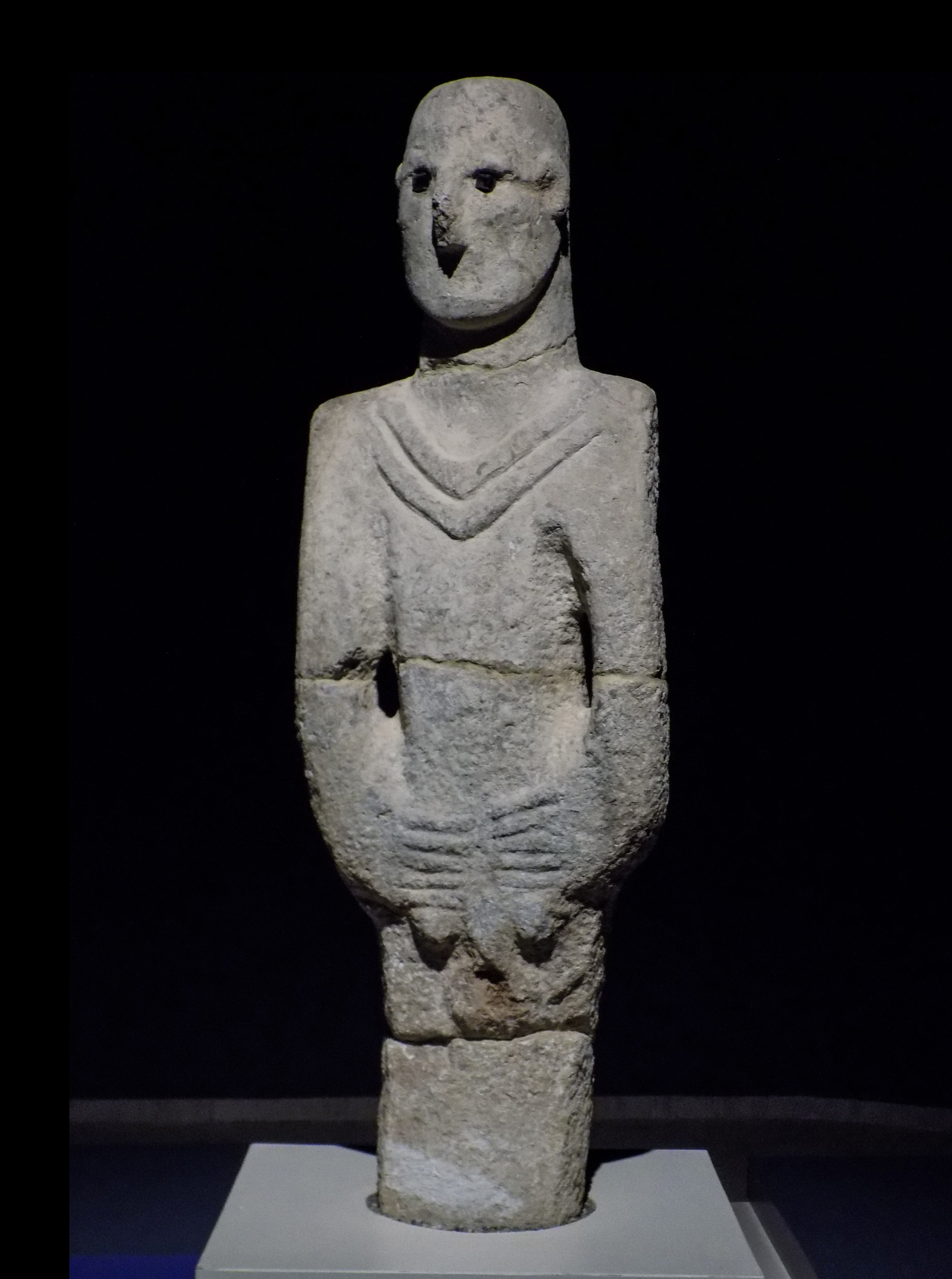
雕像的另一個視角
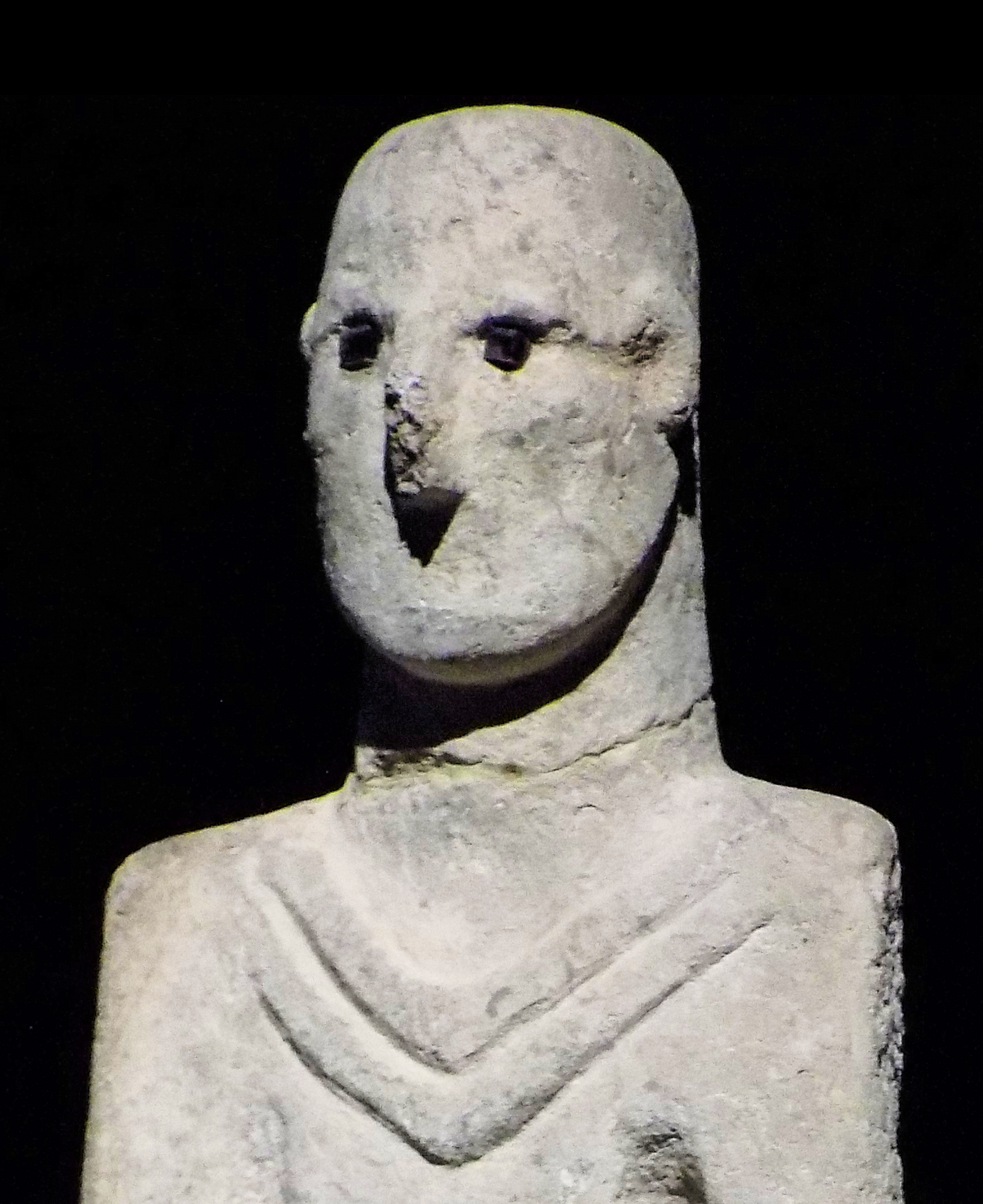
《烏爾法人》肖像，眼窩裏有黑曜石